# بول أبليبي (ملاكم)
بول أبليبي (بالإنجليزية: Paul Appleby)‏ مواليد 22 يوليو 1987 في إدنبرة، اسكتلندا، هو ملاكم محترف اسكتلندي يصنف ضمن فئة وزن الريشة بدأ مسيرته الاحترافية سنة 2006.

## إحصائيات
خاض خلال مسيرته 25 نزالا، فاز في 19 ولم يتعادل وخسر في 6. فاز بالضربة القاضية في 11 نزالا.

## روابط خارجية
- بول أبليبي على موقع بوكس ريك (الإنجليزية) (registration required)